# Bathydrilus rarisetis
Bathydrilus rarisetis är en ringmaskart som först beskrevs av Erséus 1975.  Bathydrilus rarisetis ingår i släktet Bathydrilus och familjen glattmaskar. Arten är reproducerande i Sverige. Inga underarter finns listade i Catalogue of Life.